# 188693 Roosevelt
188693 Roosevelt este o planetă minoră (asteroid) din centura de asteroizi. A fost descoperită pe 3 octombrie 2005 la Catalina Station⁠(d) de Catalina Sky Survey. 
Obiectul prezintă o orbită caracterizată de o semiaxă mare de 2,3878616364212 UAi, o excentricitate de 0,14718222562849, o înclinație de 7,1195618271796 ° în raport cu ecliptica.